# Conservatori Scozzesi
Il Partito Conservatore e Unionista Scozzese (in inglese: Scottish Conservative and Unionist Party, in gaelico scozzese: Pàrtaidh Tòraidheachd na h-Alba, in scots: Scots Conservative an Unionist Pairty), spesso conosciuto semplicemente come Conservatori Scozzesi e informalmente noto come Tories Scozzesi, è la sezione del Partito Conservatore del Regno Unito che opera in Scozia. Si descrive come partito politico di centro-destra. Risulta essere il secondo maggiore partito al Parlamento scozzese e il secondo partito nel governo locale della Scozia; al 2017 risulta essere anche la seconda maggiore rappresentanza scozzese alla Camera dei Comuni del Parlamento del Regno Unito. Il leadership dei conservatori scozzesi è attualmente vacante dopo Ruth Davidson, deputata al parlamento scozzese, ha lasciato la carica nel 2019.
Il Partito Conservatore Scozzese moderno fu istituito nel 1965 dall'unione del Partito Unionista nel Partito Conservatore di Inghilterra e Galles. Il Partito Unionista, come il suo omologo di Inghilterra e Galles, fu istituito nel 1912 dall'unione di Conservatori e Partito Liberale Unionista, ed esistette come forza dominante nella politica scozzese dagli anni '30 alla fine degli anni '50. Nell'organizzarsi come partito separato in Scozia, gli unionisti funsero da whip dei conservatori al Parlamento del Regno Unito, con Andrew Bonar Law, allora unionista e deputato per il collegio di Glasgow Centrale, che rivestì la carica di leader del Partito Conservatore e quella di Primo Ministro del Regno Unito.
Gli unionisti ottennero il maggior numero dei seggi scozzesi alle elezioni generali del 1955, e ottennero la maggioranza del voto scozzese; fu la prima volta che questo fatto si verificò fin dall'introduzione del suffragio universale. Alle elezioni del 1959 gli unionisti ottennero ancora il maggior numero dei voti in Scozia, ma non la maggioranza dei voti, e a causa della natura non rappresentativa del sistema di elezione a collegio uninominale a turno unico, ottennero meno seggi del Partito Laburista, che continuò a dominare la politica scozzese per la seconda metà del XX secolo. Nel maggio 2016 i conservatori scozzesi divennero il secondo maggiore partito rappresentato al Parlamento scozzese e nelle elezioni generali nel Regno Unito del 2017 ottenne 13 seggi con il 28,6% dei voti; questo risultato è stato il migliore in termini di seggi dal 1983 e in termini di voti dal 1979. Con le elezioni generali del 2019 il partito ha perso oltre la metà dei deputati, con la percentuale di voto scesa al 25,1%.

## Storia

### L'unificazione
La sconfitta elettorale alle elezioni del 1959 portò alle riforme del 1965, che posero fine al Partito Unionista come forza indipendente. Fu infatti ridenominato Partito Conservatore e Unionista scozzese e fu posto costituzionalmente sotto il controllo del partito del Regno Unito. Queste, insieme ad ulteriori riforme del 1977, videro i conservatori scozzesi ridimensionati a unità regionale, con personale, finanze e cariche politiche sotto il controllo della leadership a Londra.
I cambiamenti ebbero conseguenze serie sull'identità dei conservatori scozzesi. Insieme alla fine dell'impero britannico e la nascita di molti stati indipendenti, fu testimone della nascita del Partito Nazionale Scozzese (SNP), mentre sezioni del vecchio voto unionista passarono al SNP insieme agli ex elettori del Partito Laburista Scozzese che avevano sostenuto l'indipendenza della Scozia. Potrebbe sembrare paradossale, ma il Partito Unionista aveva beneficiato largamente dal suo porsi come partito indipendente scozzese opposto al Partito Laburista con sede a Londra. Inoltre, il nome "conservatore" lo identificava con il partito inglese, e vi era una forte tradizione unionista-nazionalista, rappresentata da John Buchan (che disse "penso che ogni scozzese dovrebbe essere un nazionalista scozzese") e da coloro che avevano fondato il Partito Scozzese (che poi si unì al Partito Nazionale della Scozia per costituire il Partito Nazionale Scozzese, SNP).

### Gli anni di Thatcher e Major
L'elezione di Margaret Thatcher alle elezioni del 1979 fecero salire il consenso del Partito e fecero eleggere più deputati, ma questo vantaggio venne meno alle successive elezioni del 1983 e del 1987. Queste tornate elettorali videro l'ascesa dell'alleanza tra Partito Social Democratico e Partito Liberale, che minarono il tradizionale sostegno del Partito Unionista, che si unì al crescente sostegno ai laburisti e al SNP nel 1987.
Alle elezioni del 1987, i conservatori videro il numero totale dei deputati scozzesi scendere da 21 a 10, la peggiore performance sin da prima la prima guerra mondiale. Persero i seggi di Aberdeen South, Angus East, Argyll e Bute, Banff e Buchan, Cunninghame north, Edimburgo Centrale, Edimburgo Sud, Fife North-East, Moray, Renfrew West e inverclyde e Strathkelvin e Bearsden.
La posizione anti-conservatrice, un revival delle politiche precedenti al 1886, fu attribuita all'appoggio di Margaret Thatcher alle politiche monetarie americane che portarono alla chiusura delle industrie tradizionali scozzesi. Questo era in contrasto con la vecchia posizione unionista scozzese di "servizio agli altri ed alla comunità" e fu mostrata platealmente con la fredda accoglienza che il Primo Ministro ricevette all'Assemblea Generale della Chiesa di Scozia.
La difesa conservatrice dell'introduzione del testatico un anno prima in Scozia (dove avevano un sostegno minore), esacerbò ulteriormente l'immagine anti-scozzese. Ironicamente, i conservatori scozzesi erano stati tra i più forti sostenitori dell'introduzione del testatico per sostituire il sistema delle tasse locali.
La sostituzione di Margaret Thatcher con John Major portò effettivamente a un piccolo incremento nel voto alle elezioni del 1992, quando i conservatori sostennero il "salvataggio dell'Unione" contro le spinte del SNP, e si ripresero il collegio di Aberdeen Sud. Tuttavia, la marginalità dell'incremento nel voto (il voto al SNP incrementò molto di più ma il successo fu mitigato dal sistema elettorale maggioritario a turno unico), combinato con le divisioni tra i conservatori, il Mercoledì nero, la nascita del New Labour e la volontà crescente dell'elettorato di ricorrere al voto utile, insieme alla posizione dei conservatori opposta a qualsiasi tipo di Parlamento devoluto per la Scozia portò i conservatori a perdere tutti i seggi scozzesi alle elezioni del 1997. Fu la prima volta in quasi 180 anni che un partito di centro-destra non ottenne alcun seggio in Scozia.

### Il Parlamento scozzese
Fu l'istituzione del Parlamento scozzese, un'istituzione a cui si opposero con veemenza, che diede ai conservatori scozzesi una consistenza parlamentare. Tuttavia, questo avvenne solamente per via del sistema elettorale con rappresentanza proporzionale del Parlamento, e il livello di sostegno nazionale che ricevettero alle elezioni del 1999 ed a quelle del 2003 non si mosse sostanzialmente. Anche se il partito non ottenne seggi alle prime elezioni del Parlamento nel 1999, riuscì a ottenere il collegio di Ayr strappandolo ai laburisti in un'elezione suppletiva del 2000. A seguito di questa vittoria, i conservatori riuscirono a ottenere tre seggi alle elezioni del 2003: Edimburgo Pentlands, Galloway—Upper Nithsdale e Ayr.
Alle successive elezioni al Parlamento di Londra, il voto rimase statico. Alle elezioni del 2001 strapparono un seggio al SNP, ma il deputato eletto perse poi contro i laburisti alle elezioni del 2005 nello stesso collegio modificato nell'estensione. I conservatori riuscirono a strappare il seggio di Dumfriess-shire, Clydesdale & Tweeddale ai laburisti
Alle elezioni del 2007 il partito conquistò il suo quarto seggio a Roxburgh e Berwickshire; a seguito di una modifica dei confini dei collegi prima dell'elezione del 2011, i conservatori ottennero sei seggi di collegio che avrebbero potuto vincere nel 2007: Dumfriesshire, Edimburgo Pentlands, Roxburgh, Ettrick e Berwickshire, Galloway e West Dumfries e Ayr. Il partito avrebbe teoricamente ottenuto altri 14 seggi utilizzando il sistema a membri addizionali, assegnando loro in totale 20 seggi, più di quelli che ottennero effettivamente nel 2007.
La debacle del 1997 e la conseguente riduzione del movimento causarono un dibattito su come il partito avrebbe dovuto cambiare per tornare ai risultati del passato. Tornando alle istanze precedenti al 1965, un suggerimento fu quello di abbandonare il nome "Conservatore"; tuttavia, la Commissione Strathclyde escluse un ritorno al nome "Partito Unionista Scozzese" per sensibilità verso le connotazioni settarie nord-irlandesi. Inoltre, questo sarebbe stato impossibile secondo la Commissione Elettorale, in quanto esisteva già un piccolo partito chiamato "Partito Unionista Scozzese".
Il vice capo del partito, Murdo Fraser, suggerì al partito di diventare indipendente, come il Partito Unionista precedente al 1965, e di adottare una relazione con i conservatori inglesi analoga alla relazione che l'Unione Cristiano-Sociale in Baviera ha con l'Unione Cristiano-Democratica di Germania. Brian Monteith, deputato scozzese che aveva lasciato il partito, propose ai conservatori scozzesi di sostenere l'autonomia fiscale per la Scozia come mezzo per apparire più "scozzese" del partito laburista a cui si opponeva. Facendo eco alle teoria di John Buchan, un ex deputato del partito affermò che i conservatori scozzesi avrebbero dovuto sostenere l'indipendenza scozzese, in quanto avrebbe prodotto una relazione più chiara e cooperativa con l'Inghilterra, rispetto ai conflitti latenti e ai risentimenti che avrebbe creato la devoluzione.

## Leader
| Leader | Leader | Leader          | Inizio mandato    | Fine mandato      |
| ------ | ------ | --------------- | ----------------- | ----------------- |
| 1      |        | David McLetchie | 6 maggio 1999     | 31 ottobre 2005   |
| 2      |        | Annabel Goldie  | 31 ottobre 2005   | 4 novembre 2011   |
| 3      |        | Ruth Davidson   | 4 novembre 2011   | 29 agosto 2019    |
| 4      |        | Jackson Carlaw  | 14 febbraio 2020  | 30 luglio 2020    |
| 5      |        | Douglas Ross    | 5 août 2020       | 27 settembre 2024 |
| 6      |        | Russell Findlay | 27 settembre 2024 | in carica         |

## Risultati elettorali

### Elezioni per i consigli di distretto
| Anno | Percentuale | Consiglieri |
| ---- | ----------- | ----------- |
| 1974 | 26,8%       | 241 / 1 110 |
| 1977 | 27,2%       | 259 / 1 107 |
| 1980 | 24,1%       | 232 / 1 182 |
| 1984 | 21,4%       | 189 / 1 182 |
| 1988 | 19,4%       | 162 / 1 182 |
| 1992 | 23,2%       | 204 / 1 158 |

### Elezioni per i consigli regionali
| Anno | Percentuale | Consiglieri |
| ---- | ----------- | ----------- |
| 1974 | 28,6%       | 112 / 432   |
| 1978 | 30,3%       | 121 / 432   |
| 1982 | 25,1%       | 119 / 441   |
| 1986 | 16,9%       | 65 / 524    |
| 1990 | 19,2%       | 52 / 524    |
| 1994 | 19,2%       | 31 / 453    |

### Elezioni per i consigli locali

Il colore blu indica le aree in cui i conservatori sono stati il maggiore partito alle elezioni locali scozzesi del 2012.

| Anno | Percentuale              | Consiglieri |
| ---- | ------------------------ | ----------- |
| 1995 | 11,5%                    | 82 / 1 155  |
| 1999 | 13,5%                    | 108 / 1 222 |
| 2003 | 15,1%                    | 122 / 1 222 |
| 2007 | 15,6% (prima preferenza) | 143 / 1 222 |
| 2012 | 13,3% (prima preferenza) | 115 / 1 222 |
| 2017 | 25,3% (prima preferenza) | 276 / 1 227 |

### Elezioni al Parlamento europeo

Il colore blu indica le aree in cui i conservatori sono stati il maggiore partito alle elezioni europee del 2014.

| Anno | Percentuale | Seggi |
| ---- | ----------- | ----- |
| 1979 | 33,7%       | 5 / 8 |
| 1984 | 25,8%       | 2 / 8 |
| 1989 | 20,9%       | 0 / 8 |
| 1994 | 14,5%       | 0 / 8 |
| 1999 | 19,8%       | 2 / 8 |
| 2004 | 17,8%       | 2 / 7 |
| 2009 | 16,8%       | 1 / 6 |
| 2014 | 17,2%       | 1 / 6 |
| 2019 | 11,6%       | 1 / 6 |

### Elezioni al Parlamento del Regno Unito

L'azzurro indica i seggi ottenuti dal conservatori alle elezioni del 2017.

| Anno       | Percentuale di voti | Seggi   |
| ---------- | ------------------- | ------- |
| 1826       |                     | 32 / 45 |
| 1830       |                     | 33 / 45 |
| 1831       |                     | 23 / 45 |
| 1832       | 21,0%               | 10 / 53 |
| 1835       | 37,2%               | 15 / 53 |
| 1837       | 46,0%               | 20 / 53 |
| 1841       | 38,3%               | 20 / 53 |
| 1847       | 18,3%               | 20 / 53 |
| 1852       | 27,4%               | 20 / 53 |
| 1857       | 15,2%               | 14 / 53 |
| 1859       | 33,6%               | 13 / 53 |
| 1865       | 14,6%               | 11 / 53 |
| 1868       | 17,5%               | 7 / 60  |
| 1874       | 31,6%               | 20 / 60 |
| 1880       | 29,9%               | 8 / 60  |
| 1885       | 34,3%               | 10 / 72 |
| 1886       | 46,4%               | 29 / 72 |
| 1892       | 44,4%               | 21 / 72 |
| 1895       | 47,4%               | 33 / 72 |
| 1900       | 49,0%               | 38 / 72 |
| 1906       | 38,2%               | 12 / 72 |
| 1910 (Gen) | 39,6%               | 11 / 72 |
| 1910 (Dic) | 42,6%               | 12 / 72 |
| 1918       | 32,8%               | 32 / 74 |
| 1922       | 25,1%               | 15 / 74 |
| 1923       | 31,6%               | 16 / 74 |
| 1924       | 40,7%               | 38 / 74 |
| 1929       | 35,9%               | 22 / 74 |
| 1931       | 54,4%               | 50 / 74 |
| 1935       | 48,7%               | 35 / 72 |
| 1945       | 41,8%               | 30 / 72 |
| 1950       | 44,8%               | 31 / 70 |
| 1951       | 48,6%               | 35 / 72 |
| 1955       | 50,1%               | 36 / 72 |
| 1959       | 47,3%               | 31 / 72 |
| 1964       | 40,6%               | 24 / 72 |
| 1966       | 37,7%               | 20 / 72 |
| 1970       | 38,0%               | 23 / 72 |
| 1974 (Feb) | 32,9%               | 21 / 72 |
| 1974 (Ott) | 24,7%               | 16 / 72 |
| 1979       | 31,4%               | 22 / 72 |
| 1983       | 28,4%               | 21 / 72 |
| 1987       | 24,0%               | 10 / 72 |
| 1992       | 25,8%               | 11 / 72 |
| 1997       | 17,5%               | 0 / 72  |
| 2001       | 15,6%               | 1 / 72  |
| 2005       | 15,8%               | 1 / 59  |
| 2010       | 16,7%               | 1 / 59  |
| 2015       | 14,9%               | 1 / 59  |
| 2017       | 28,6%               | 13 / 59 |
| 2019       | 25,1%               | 6 / 59  |
| 2024       | 12,7%               | 5 / 57  |

### Elezioni al Parlamento scozzese

Il blu indica i seggi ottenuti dai conservatori alle elezioni parlamentari in Scozia del 2021.

| Anno | Percentuale (collegi) | Percentuale (liste) | Seggi    | Posizione | Esito       |
| ---- | --------------------- | ------------------- | -------- | --------- | ----------- |
| 1999 | 15,6%                 | 15,3%               | 18 / 129 | Terzo     | Opposizione |
| 2003 | 16,6%                 | 15,5%               | 18 / 129 | Terzo     | Opposizione |
| 2007 | 16,6%                 | 13,9%               | 17 / 129 | Terzo     | Opposizione |
| 2011 | 13,9%                 | 12,4%               | 15 / 129 | Terzo     | Opposizione |
| 2016 | 22,0%                 | 22,9%               | 31 / 129 | Secondo   | Opposizione |
| 2021 | 21,9%                 | 23,5%               | 31 / 129 | Secondo   | Opposizione |